# Església del Miracle
L'actual església del Miracle és el tercer temple edificat al prat de Bassadòria, al Santuari del Miracle, a Riner (Solsonès), per commemorar l'Aparició de la Verge, succeïda el 3 d'agost de 1458.

## L'església primitiva
Pocs mesos després d'haver tingut lloc l'aparició, els cònsols i prohoms de Riner van sol·licitar permís al bisbe de la Seu d'Urgell (en aquella època encara no s'havia creat el Bisbat de Solsona), Arnau Roger de Pallars, que els permetés construir una capella sota l'advocació de Nostra Dona del Miracle. El bisbe atorgà aquest permís el 4 de setembre de 1459.
D'aquesta primera capella se'n coneixen molt poques dades. Se sap que era una església de volta de canó coberta amb teula àrab, amb una campana i amb l'altar de pedra.
A principi del segle xvi, l'església ja s'havia fet petita. El 1531 es va encarregar el mestre d'obres Joan del Munt de Solsona, d'ampliar-la tot allargant la nau. En documents datats el 1536 ja hi consta un nou arquitecte, s'hi parla d'un mestre d'obra Miquel Goigi que «n'ha feta la capella de Nostra Senyora del Miracle». La llunyania amb la data en què es va atorgar el permís per a construir la capella, porten a pensar que el document es refereix a l'ampliació.

## La segona església

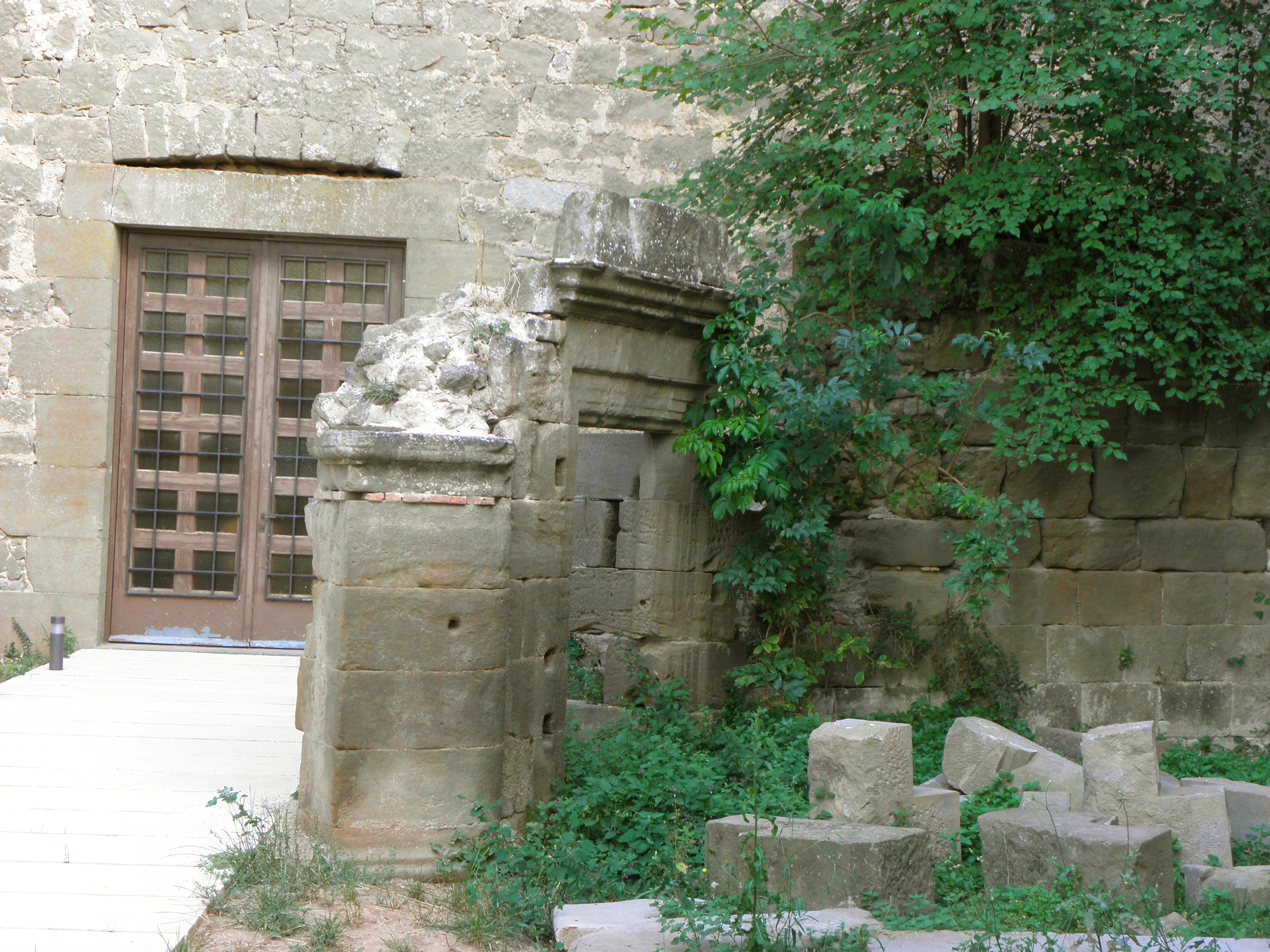
Restes actuals de la segona església

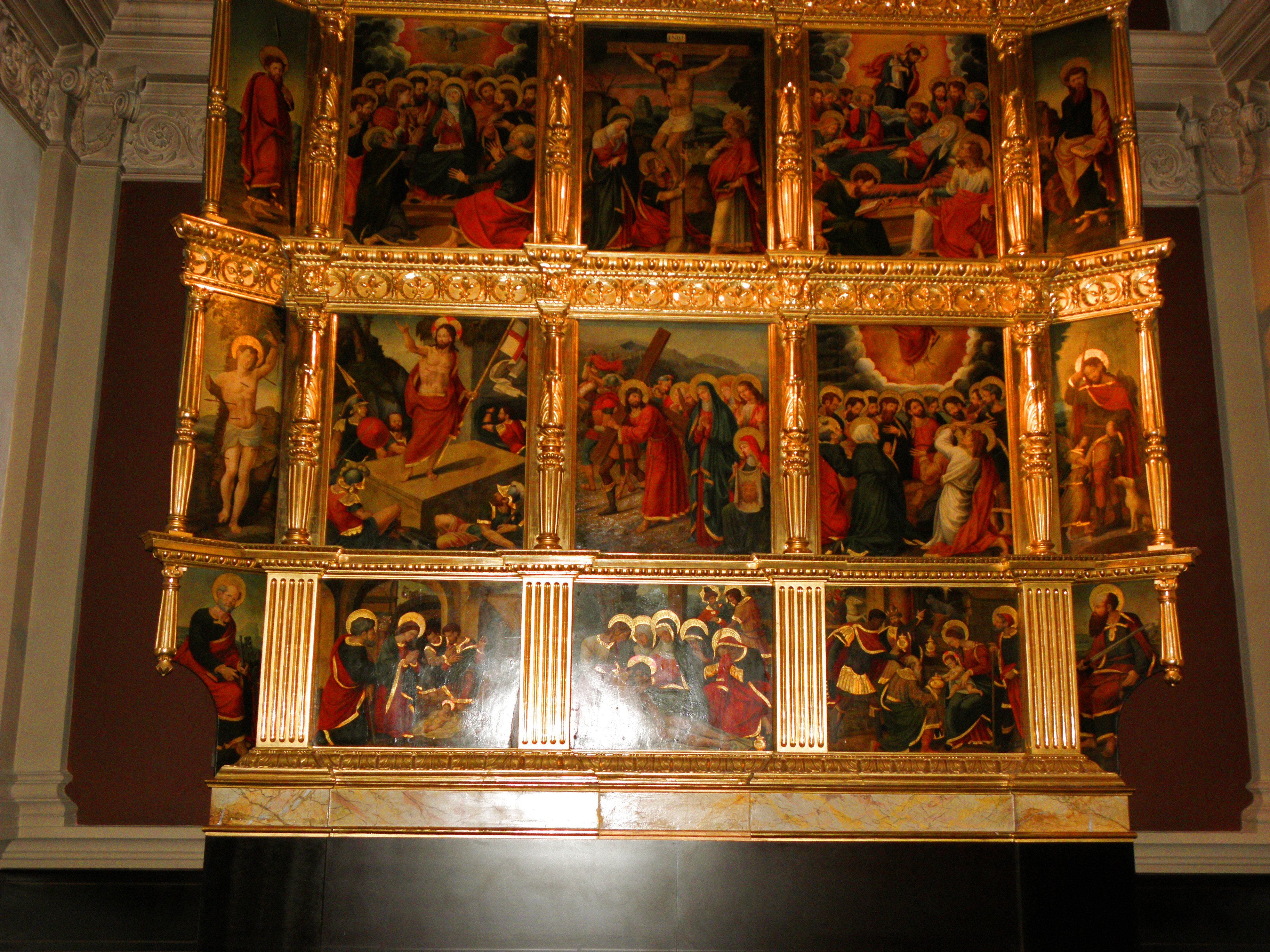
Part inferior del retaule gòtic

Pocs anys després de l'ampliació es va decidir fer una nova església més gran. Als llibres de comptes del Miracle que s'han conservat, a partir de 1546 hi ha registres de pagaments fets al mestre d'obra Miquel Larraut, d'origen francès i domiciliat a Solsona, a compte dels treballs realitzats en la construcció de la nova església. També hi estan registrats els pagaments fets al seu fill Jaume Larraut, que a la mort del seu pare va succeir-lo per dirigir les obres.
S'ignora la data de la consagració d'aquesta segona església però sí que se sap que les obres es van perllongar fins al 1551. També se sap que es va aixecar en el mateix emplaçament que ocupa l'actual; que era d'estil gòtic senzill amb influències renaixentistes; que era de planta rectangular amb l'absis pentagonal; i que ocupava una extensió d'uns 307 metres quadrats. Segons sembla, la capella primitiva va quedar integrada en aquesta segona església com a capella lateral.
A més de l'altar major, hi havia dos altars laterals dedicats respectivament a sant Lluc i al sant Crist. El primer tenia una talla del sant i el del Sant Crist un crucifix que va ser traslladat a l'església nova i que va desaparèixer a l'inici de la Guerra Civil espanyola.
També hi ha constància documental que el 1590 Gener de Bellpuig va realitzar obres d'embelliment del portal d'entrada; que un pintor de Cervera va pintar una tela sobre l'aparició; que en aquest mateix any el bisbe de la Seu va autoritzar la construcció de dues noves capelles que van ser dedicades a la Mare de Déu del Roser i a santa Anna i santa Magdalena; i que el 1593 es va encarregar la construcció d'un orgue de 7 registres a l'orguener solsoní Antoni Bordoms.
D'aquesta església gòtica en queden alguns vestigis a la part inacabada de l'actual temple. L'element més valuós que en resta és el retaule gòtic-renaixentista que actualment està a la capella del Santíssim, i que s'ha atribuït al pintor portugués instal·lat a Barcelona, Pere Nunyes.

## L'església actual
El contracte per a l'edificació de la tercera església es va signar el 4 d'abril de 1652 davant del notari solsoní Marc Lluc Assemort i l'any 1773 es va efectuar el trasllat de la santa imatge malgrat que l'edifici no estigués acabat en la seva totalitat.
És un temple únic a Catalunya per les tribunes amb els arcs monumentals que presenta a la part alta i per la forma exterior de l'absis, amb una altra tribuna. Com fan palès les cel·les que ocupen tota la part mitgera, es va projectar un edifici que fos a la vegada temple i casa per habitar.

### L'exterior
Orientada cap a llevant (segons sembla, al revés que la segona) és tota feta de carreus de pedra i té unes dimensions de 38 metres de llargada, 29 d'amplada i 26 d'alçada. Al projecte inicial havia de tenir una llargada de 53 metres, però ha restat inacabada. A causa de la seva inconclusió, la façana de ponent presenta un aspecte que deixa clara la seva provisionalitat, amb dues finestres i una porta rectangular, de factura senzilla.
La portalada d'accés a l'interior de l'església es troba a la façana meridional, sobre la plaça del conjunt monacal. És un portal auster de format rectangular, flanquejat per dues columnes dòriques adossades que sostenen un frontó barroc, al centre del qual s'hi obre una petita fornícula buida. A la part superior d'aquesta façana meridional s'hi obren quatre tribunes en arc de mig punt i baranes de pedra, que també tenen la seva rèplica en la façana septentrional.
A la banda esquerra de la façana de llevant hi ha adossat el cos de l'edifici del monestir. L'exterior de l'absis és de planta rectangular i també presenta una altra tribuna com les de les façanes nord i sud, amb un arc de mig punt cec sota de la tribuna i culminant amb una petita torre cilíndrica.

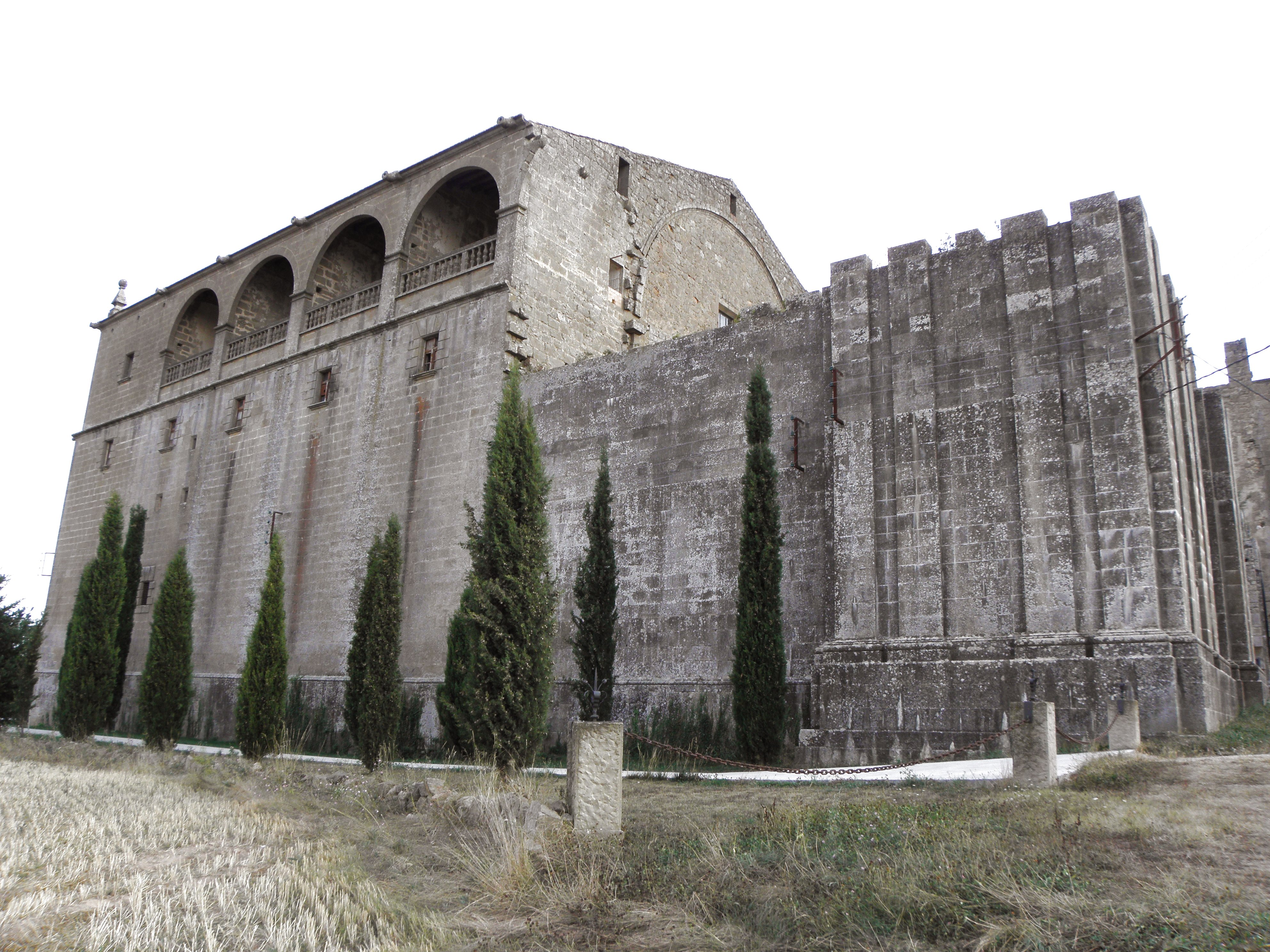
La façana septentrional

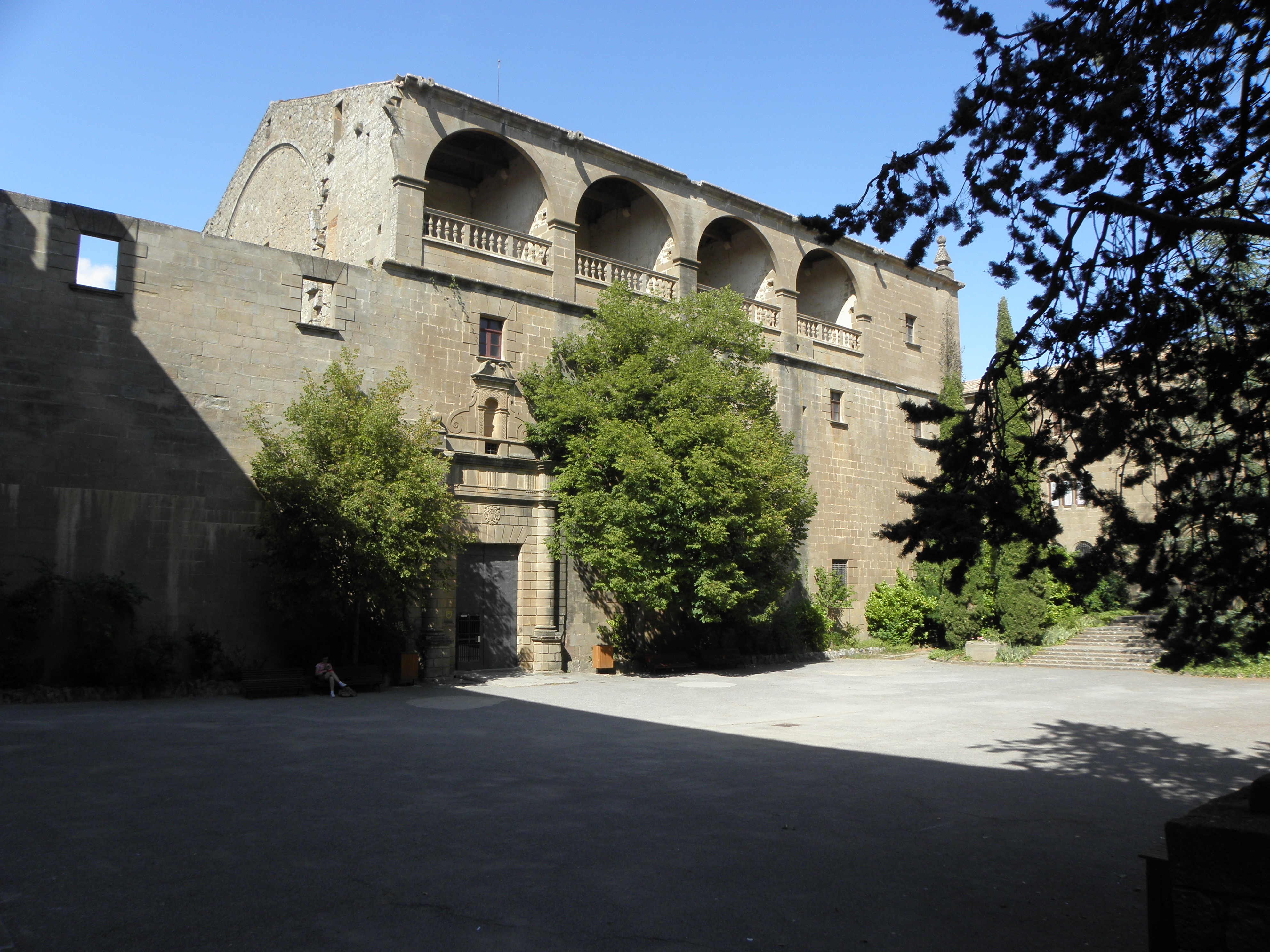
La façana meridional

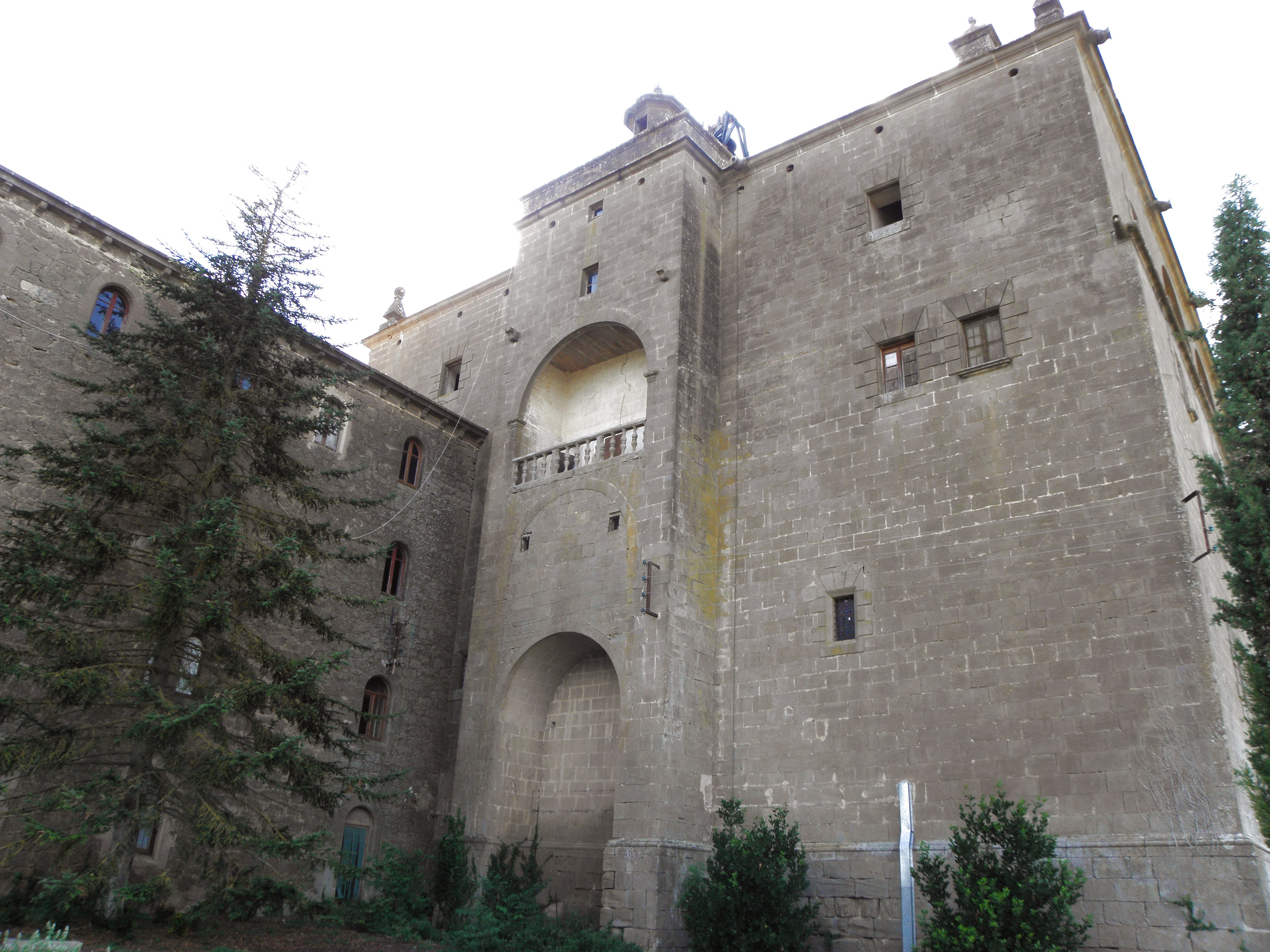
La façana de llevant

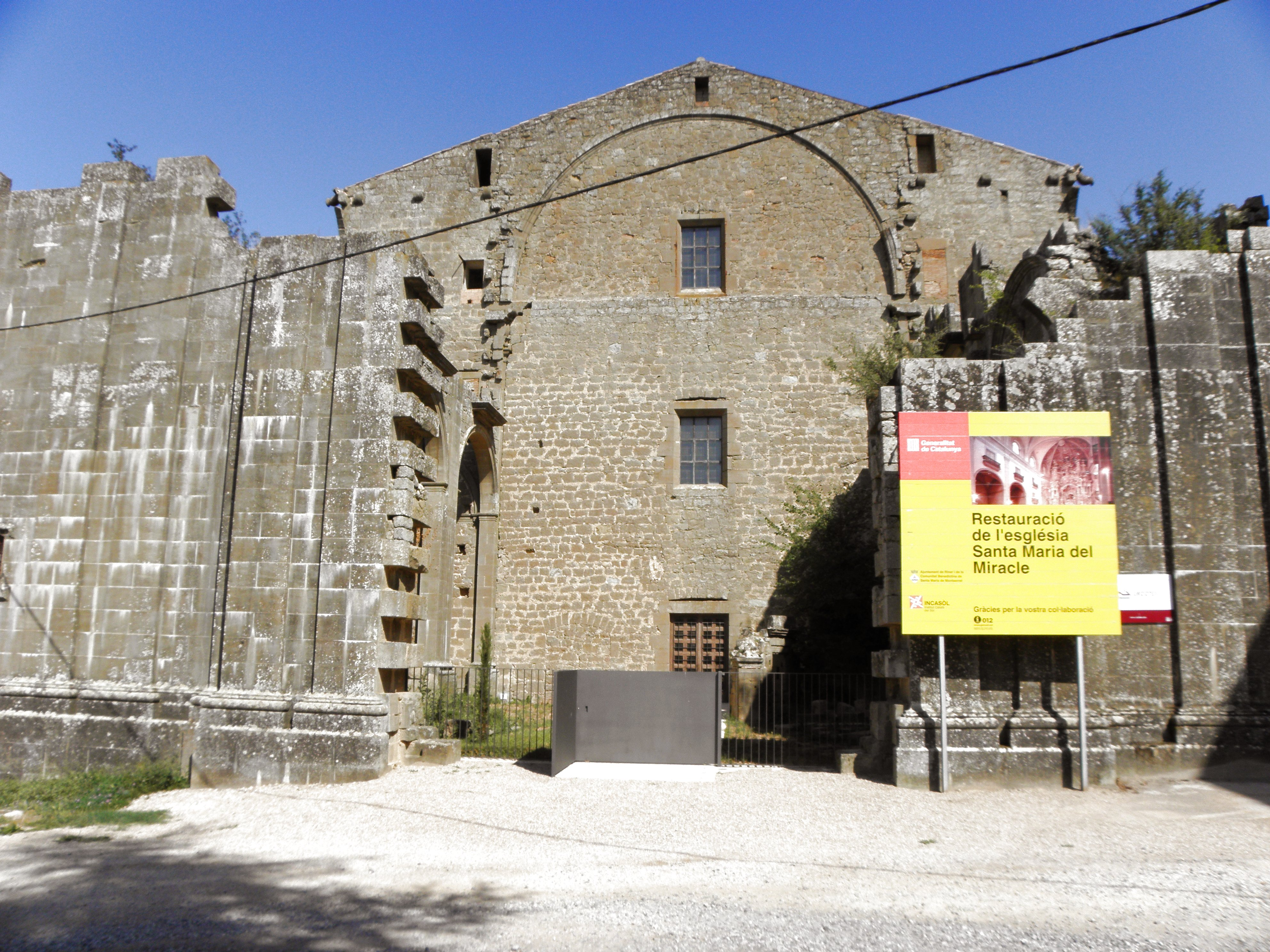
La façana de ponent

#### La part inacabada

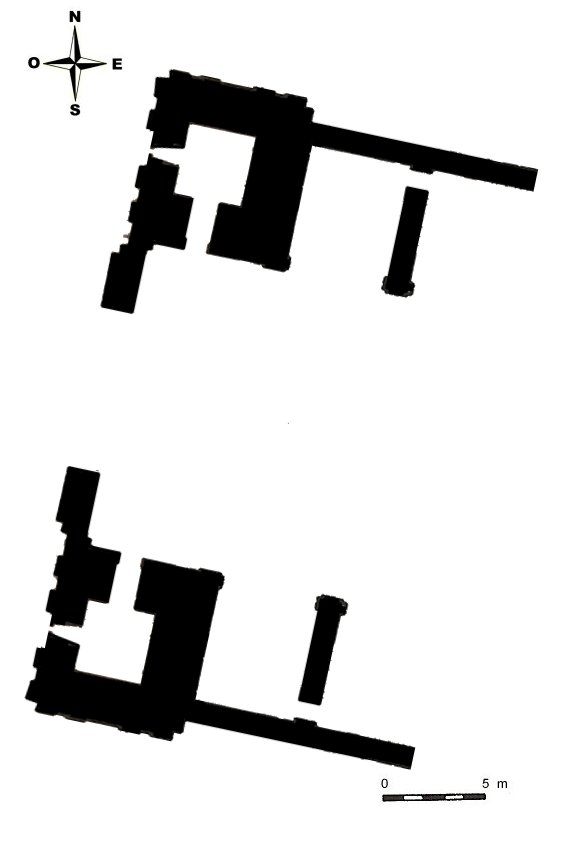
Planta de la part inacabada

De la part inacabada, hi ha una part construïda que arriba fins a l'alçada de la base de les balconades de l'interior de l'església. De la resta, tal com es pot constatar in situ pels remanents actualment visibles, l'església tindria dues capelles més per banda i acabaria amb dues torres o campanars que s'aixecarien a amdós costats de la portalada principal, orientada a nord-oest. No hi ha actualment constància de quin era el projecte arquitectònic o ornamental d'aquesta façana principal.

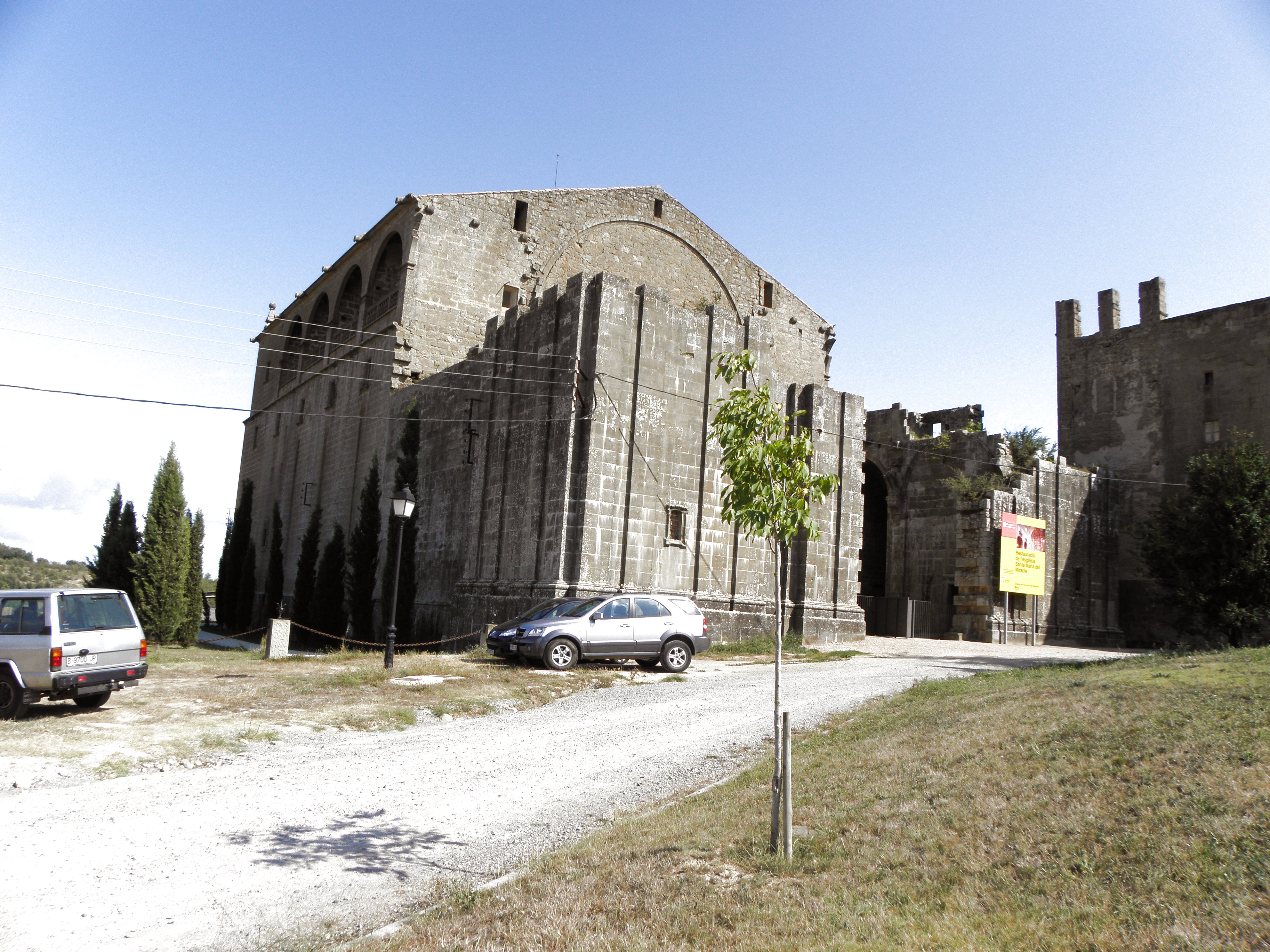
Vista exterior de la part inacabada

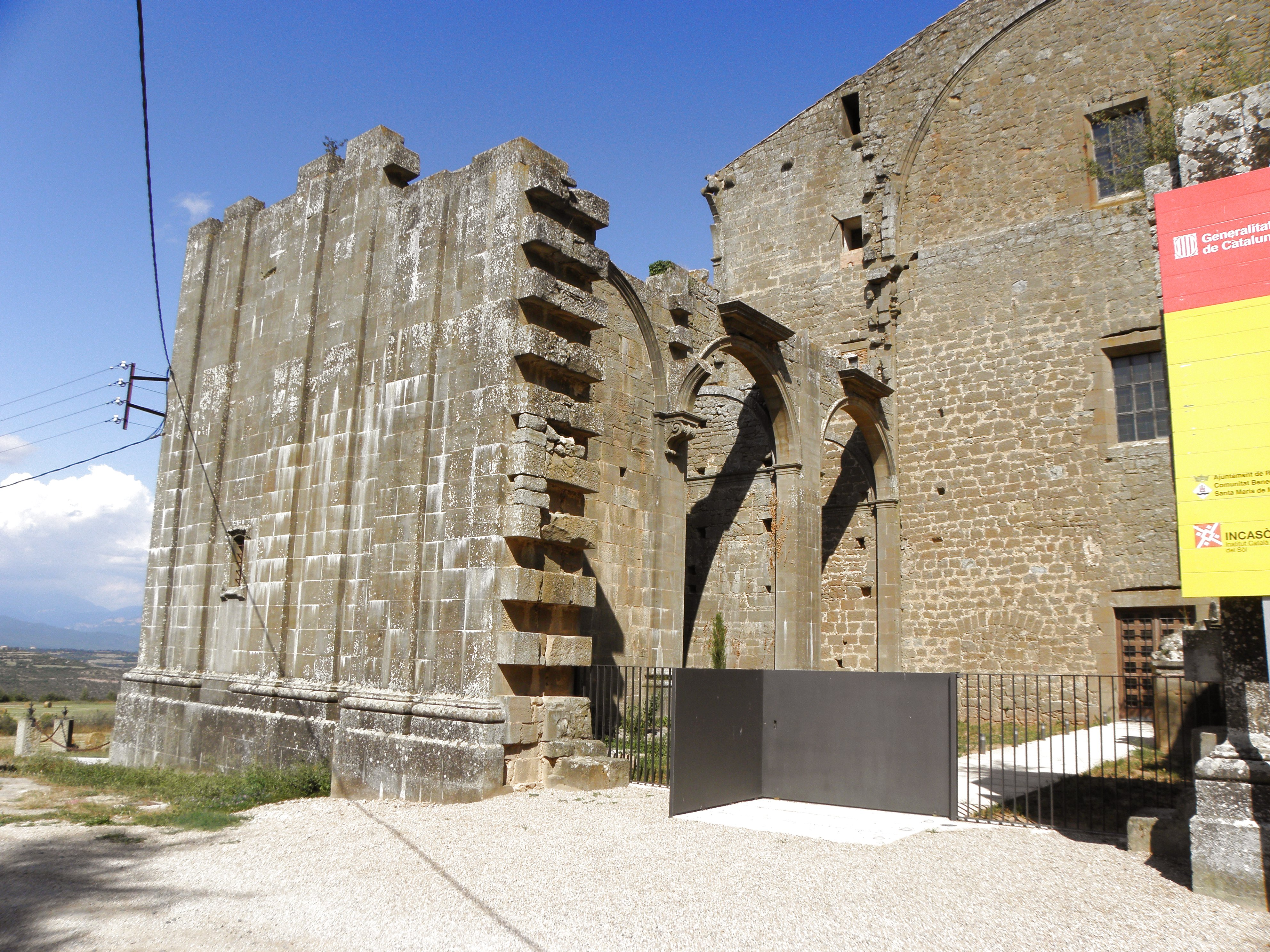
Interior de la part inacabada

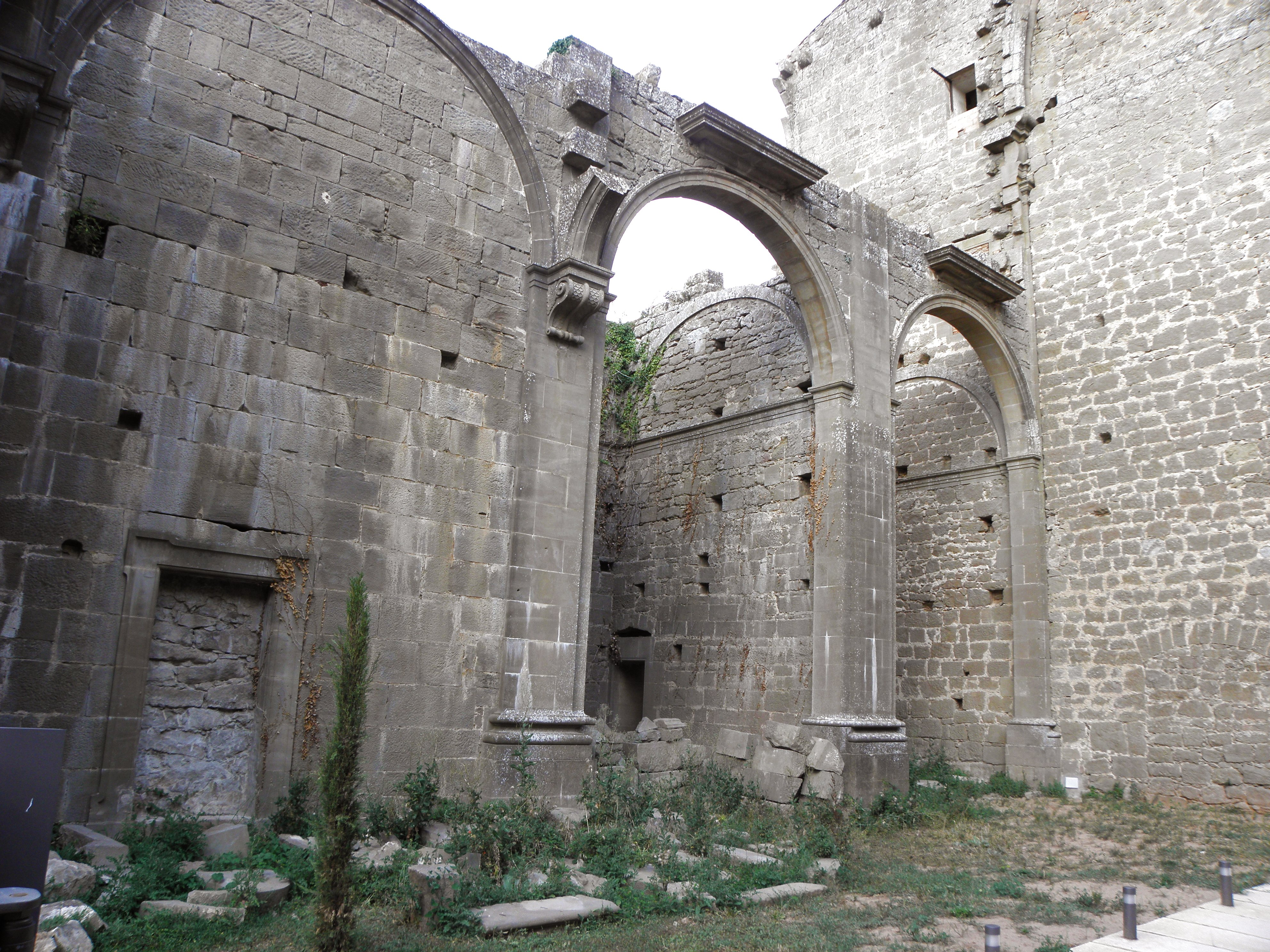
Detall de la part inacabada

### L'interior

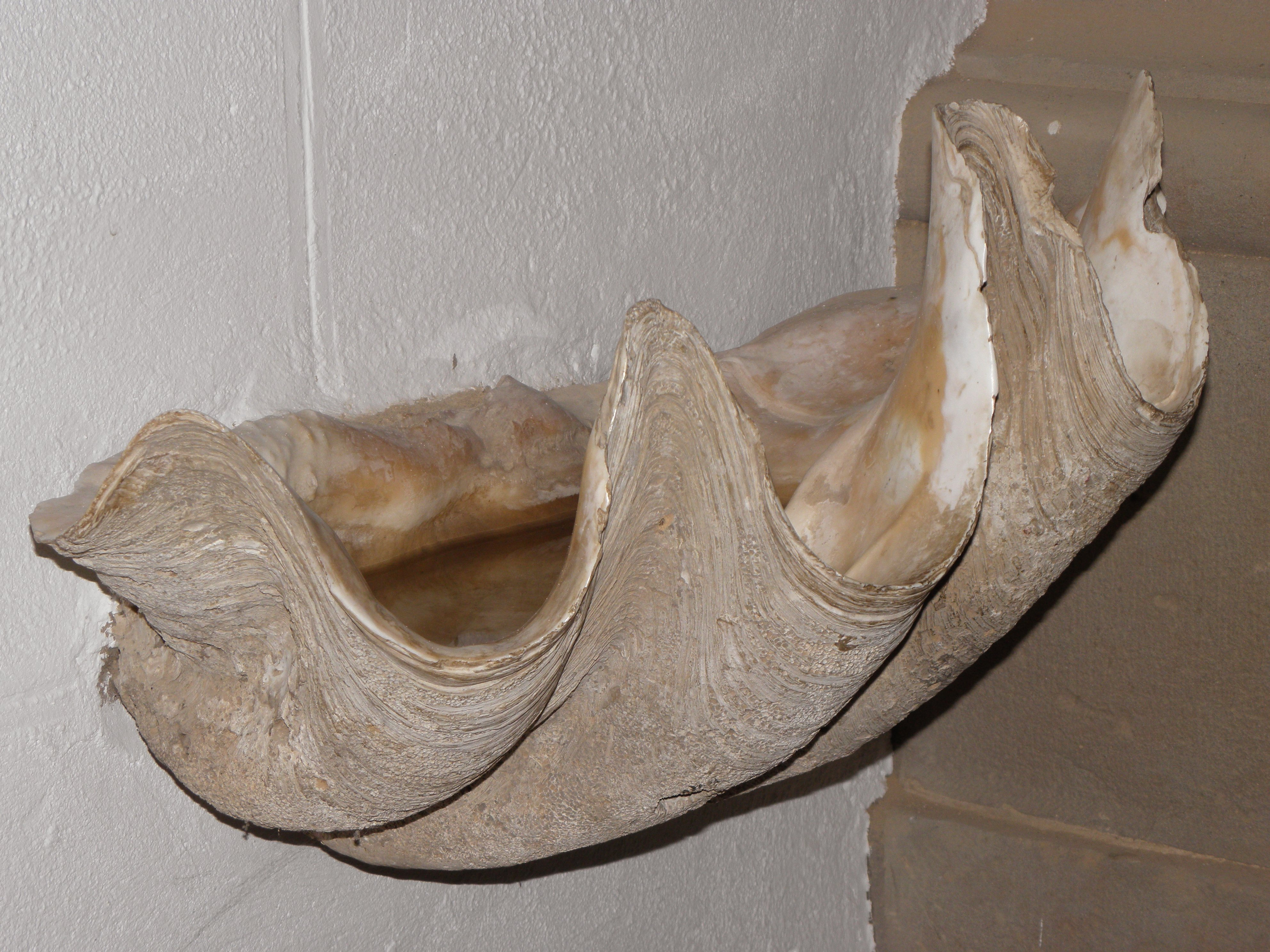
Una de les piques de l'aigua beneita que hi ha al cancell

L'interior és d'una sola nau, actualment amb sis capelles laterals. L'última del costat sud, en no haver-se acabat l'església amb la seva portalada a la façana de ponent, es fa servir a manera de cancell d'accés a l'església. Les capelles tenen unes dimensions de 6,75 metres d'ample, 5,25 de fons i 9,39 d'alt, i s'obren a la nau central en un arc de mig punt. Originàriament estaven dedicades a sant Josep, sant Isidre, sant Lluc, santa Maria Magdalena, sant Pelegrí i sant Francesc Xavier.
La nau central té una amplada de 14,50 metres, la mateixa que el presbiteri al qual s'hi accedeix mitjançant quatres esglaons i que culmina en un absis semicircular que queda quasi totalment ocupat pel retaule barroc.
A cada costat del presbiteri i en la part d'aquest aliena a l'absis s'obre una porta. La del costat de l'epístola (dreta del fidel o observador) dona accés a la sagristia i la del costat de l'evangeli (esquerra) a la capella del Santíssim. Ambdues estances tenen les mateixes dimensions: 12,4 x 5 metres.
Sobre cada una d'aquestes dues portes hi sobresurten dues balconades amb la mateixa factura i proporcions que les que es troben sobre els arcs de les capelles. Sobre aquestes balconades hi ha una gran cornisa de la qual arrenquen els arcs centrals que formen les petxines de suport de la coberta, d'estil ogival.

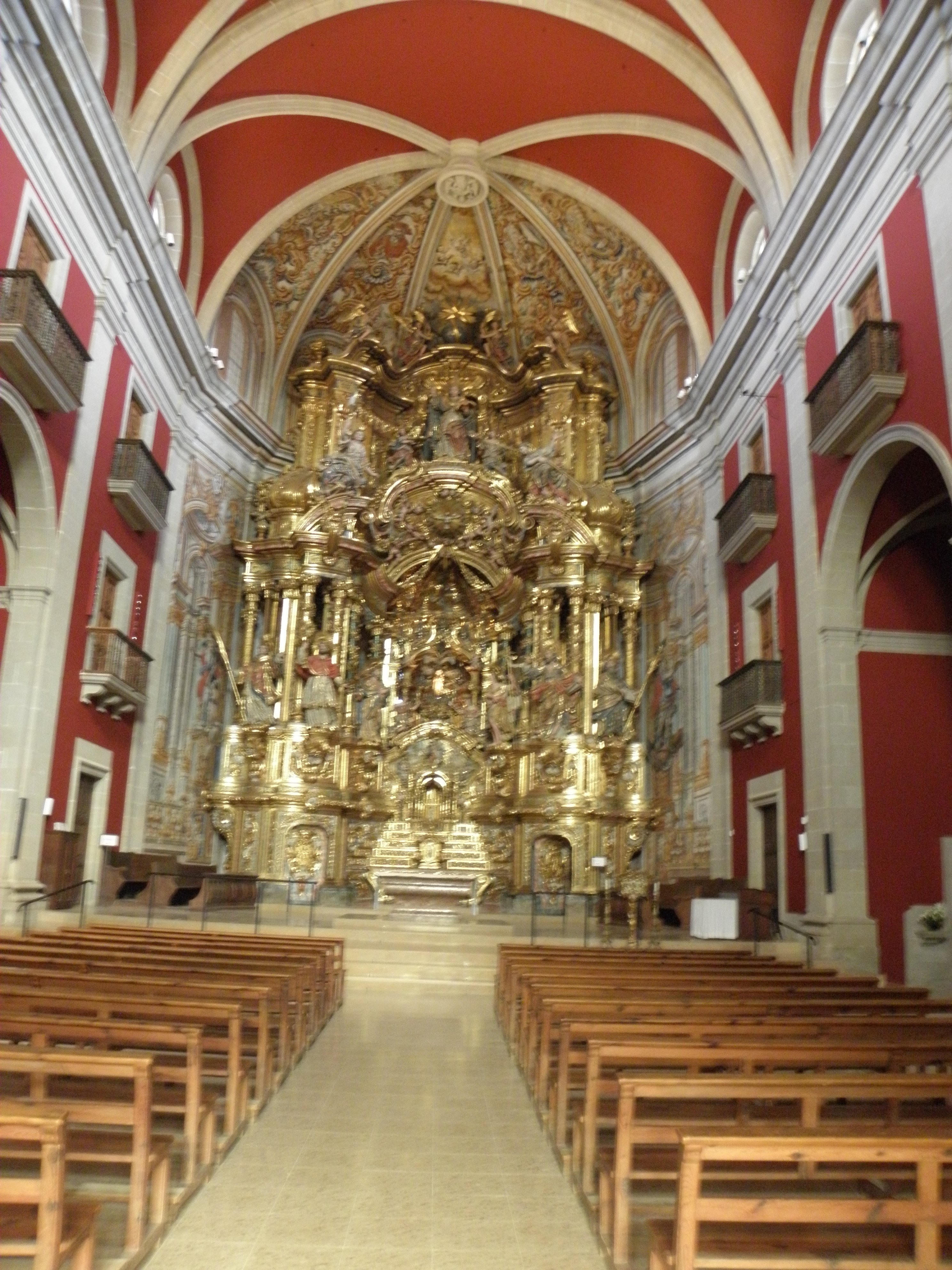
Interior de l'església

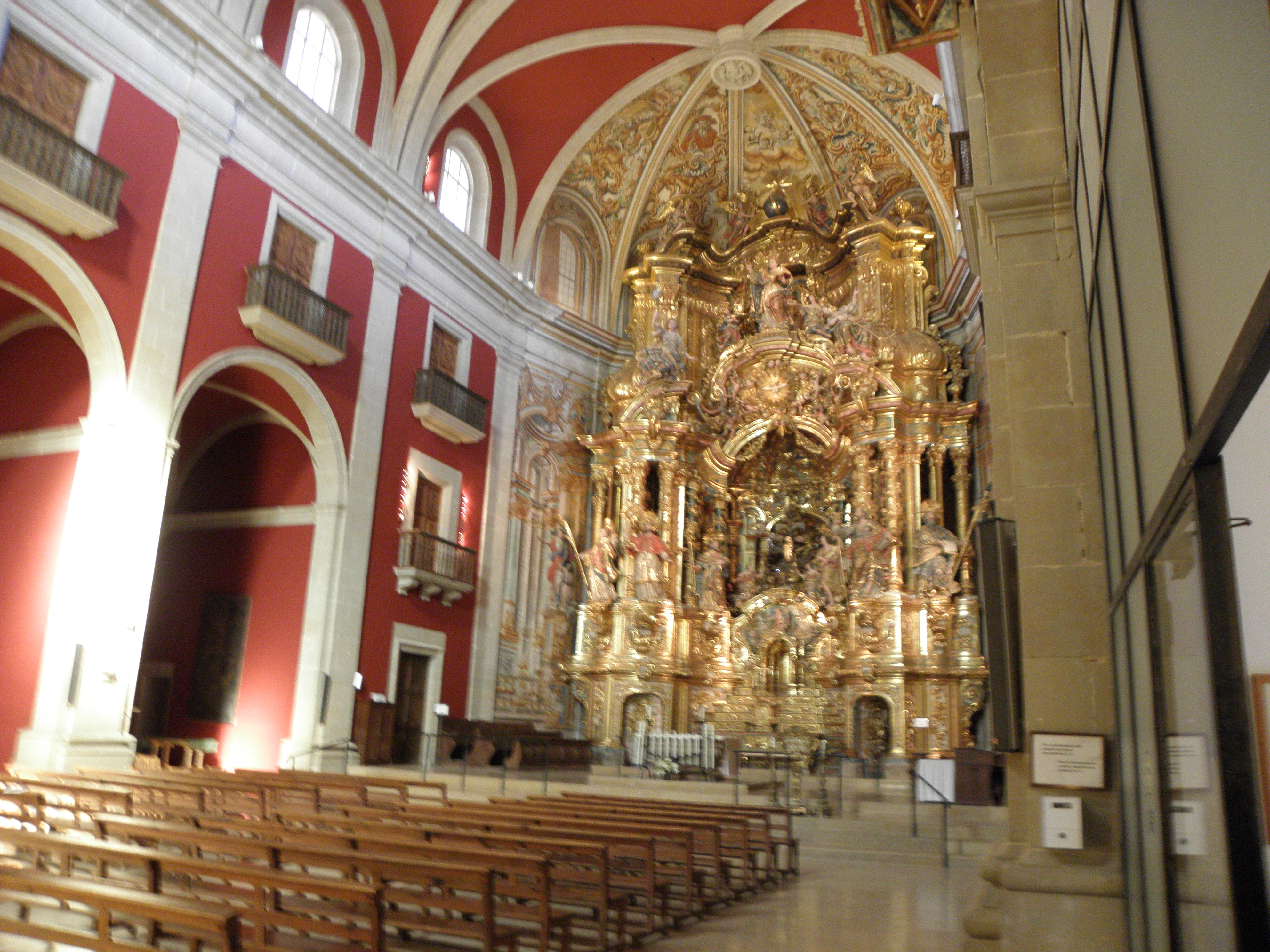
Vista de la nau central

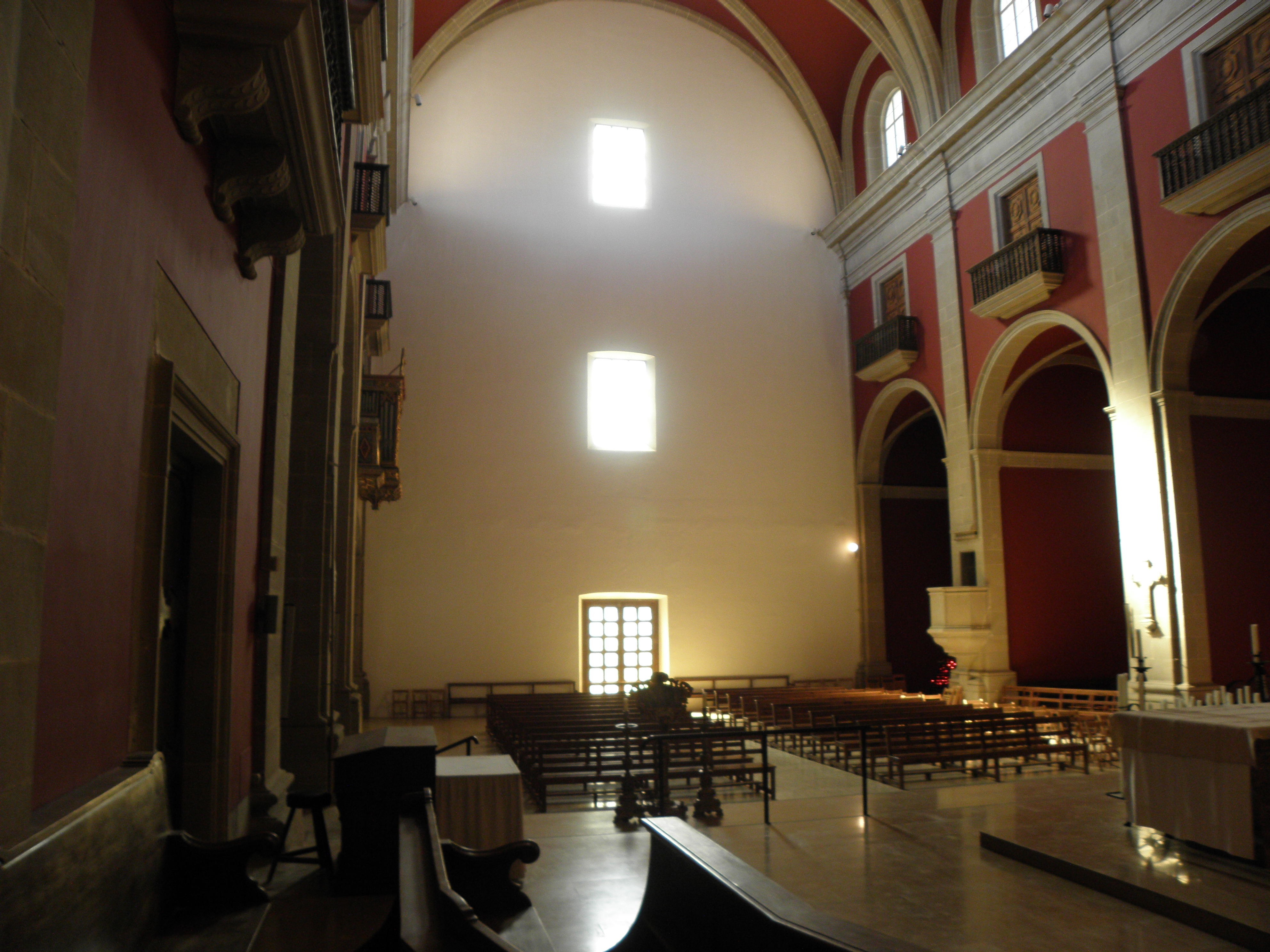
Vista de l'interior

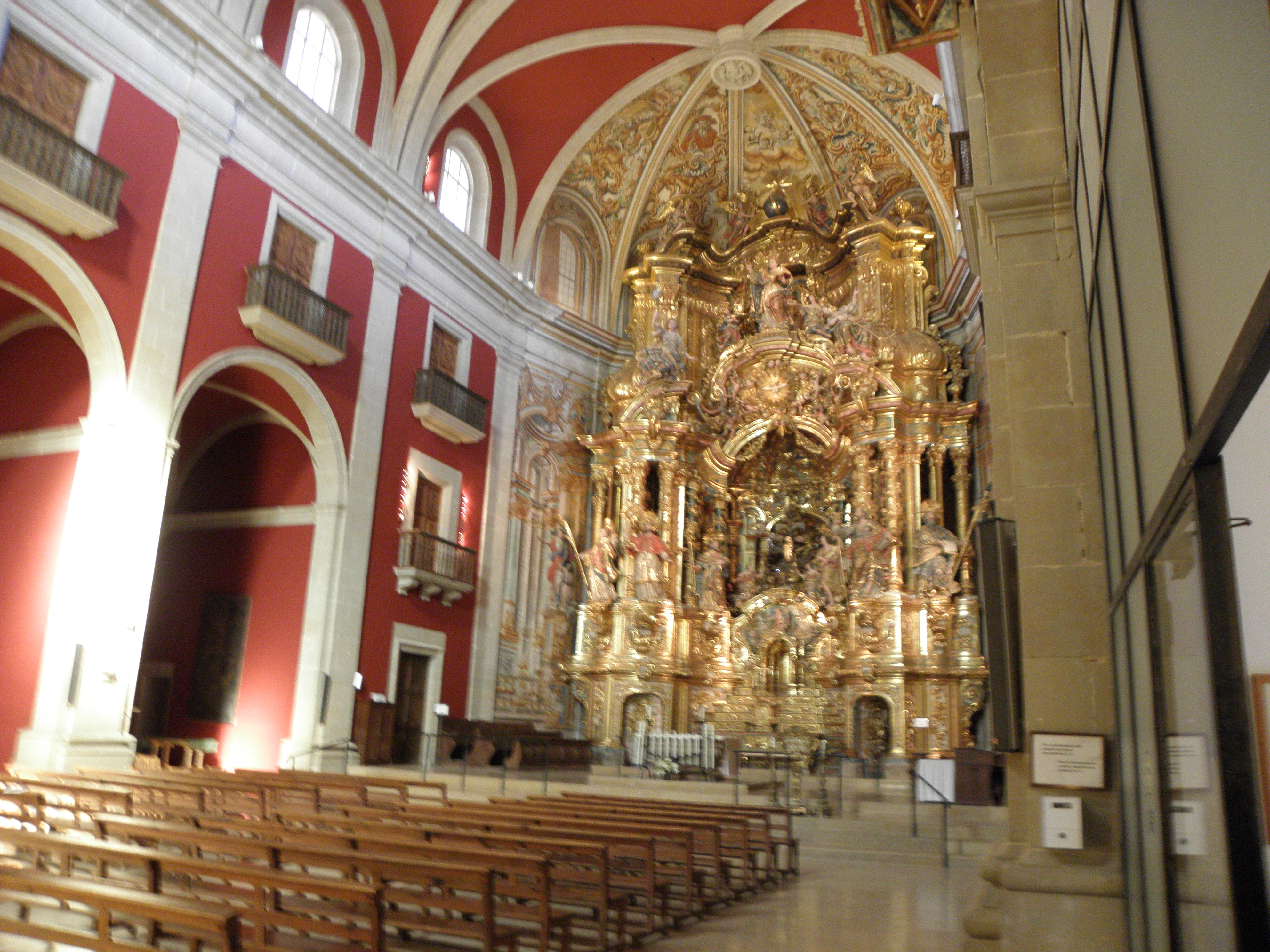
La part superior de l'absis

#### El retaule barroc
És l'element més espectacular i valuós de l'església. Va ser realitzat a l'últim quart del segle xviii per l'arquitecte i escultor Carles Morató

#### L'orgue

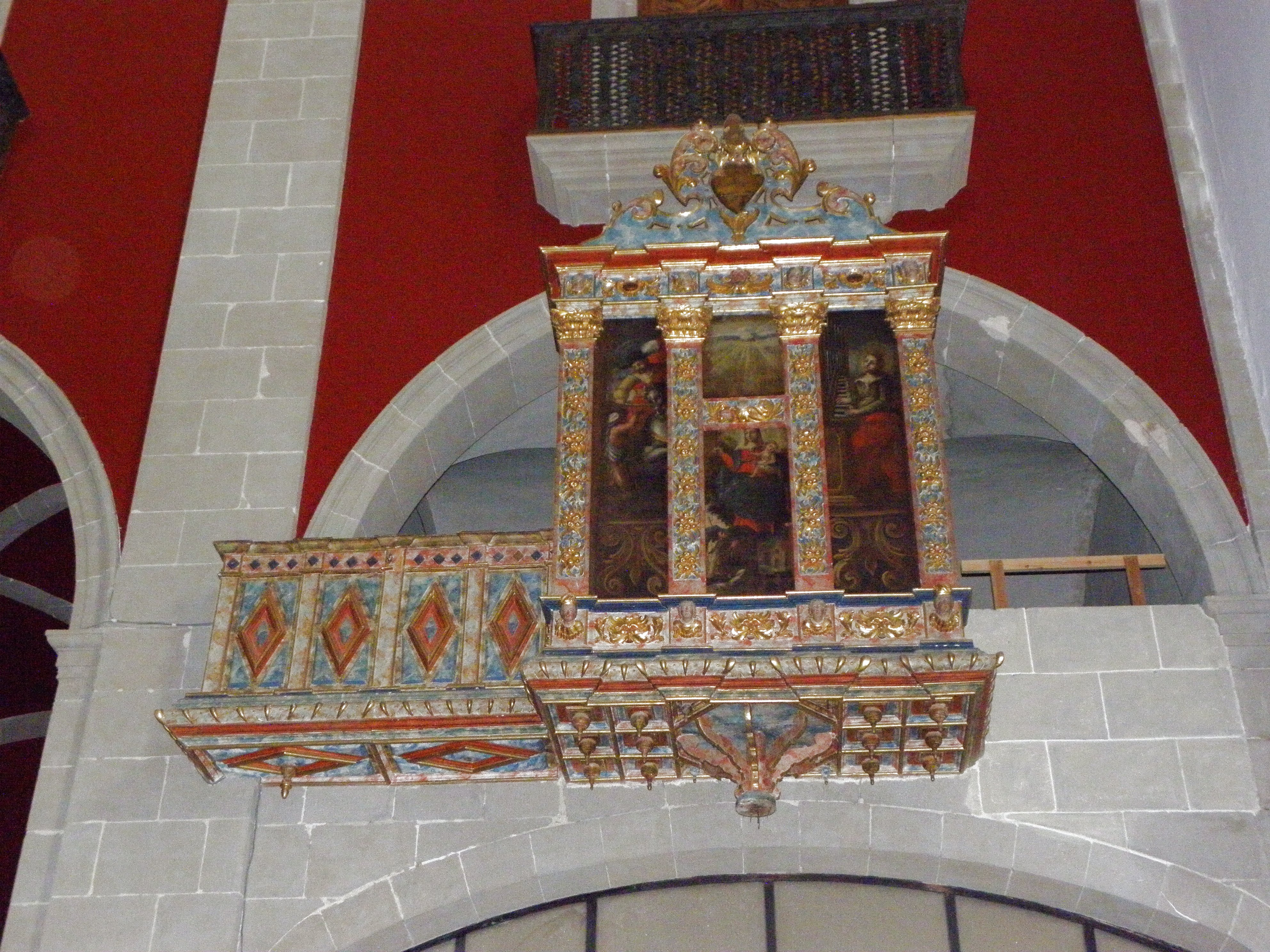
Orgue del Santuari del Miracle

L'orgue pertanyia a l'església gòtica i originalment tenia set registres. Va ser obra de l'orguener solsoní Antoni Bordons, que el va realitzar els anys 1593-94. El 1758-59 es va ampliar amb un registre de clarins i baixons.
La nit del 20 d'octubre de 1810, en el decurs de l'espoli del santuari realitzat per les tropes napoleòniques, l'orgue va ser destruït i en va quedar tan sols la màquina sense els tubs. El 1821 va ser reparat per l'orguener manresà Pau Obradors però durant el temps que el santuari va quedar abandonat a conseqüència de la desamortització de 1841 va quedar un altre cop malmès i no va ser reconstruït fins al 1992-2004 per l'orguener alemany Gerhard Grenzing.

### Constructors
Malgrat que no s'ha conservat el contracte d'edificació de l'església, sembla clar que l'arquitecte a qui es va encarregar la construcció del nou temple va ser el vigatà Josep Morató el vell, doncs es conserven documents on consta que tenia reservada una cambra a l'hostal del Miracle. De l'any 1668 fins a la seva mort el 1672 (l'any de la seva mort) va signar diversos rebuts com a «mestre major de la fàbrica de l'església de nostra Senyora del Miracle». En morir, les parets de l'església arribaven fins a les voltes de les capelles laterals.
L'any 1717, el mestre director de l'obra era Josep Termes, i del 1725 al 1731 va ser Josep Munner. Aquell mateix any de 1731 se li va encarregar Josep Morató i Soler que fes un examen de l'obra construïda fins llavors. A partir d'aquesta data es van suspendre les obres de l'edifici i es van dedicar tots els esforços a acabar les parts ja realitzades, amb la construcció del retaule barroc, l'acabament del cambril, i la decoració d'alguns altars feta pel pintor barceloní Jacint Font.
Les obres per acabar l'església no es van reprendre fins al 1796 sota la direcció del «mestre Cassan» de Prats de Rei, però el 1809, en plena guerra del francès, es van tornar a interrompre, aquesta vegada ja de manera definitiva doncs els intents posteriors d'acabar l'església no van reeixir.

### Finançament de la construcció
A banda dels donatius dels pelegrins i les donacions testamentàries, en diverses ocasions es van dur a terme col·lectes arreu de Catalunya, a vegades mitjançant privilegis especials com va ser el del bisbe de Vic, que l'any 1664 va donar permís per tal que a totes les esglésies de la diòcesi s'hi poguessin posar safates on deixar-hi les aportacions dels fidels per al Miracle.
De tota manera, la gent de Riner va ser qui va suportar la part més onerosa de les despeses ocasionades pel santuari. Ja el 1685 la duquessa de Cardona va autoritzar al comú de Riner a imposar, durant tres anys, un tribut sobre tots els grans i fruits obtinguts al terme. En acabar-se el termini dels tres anys, els cònsols de Riner van prorrogar aquell impost per un període de tres anys més, cosa que es va tornar a fer en diverses ocasions en anys posteriors.